# Aan niemand vertellen
 Aan niemand vertellen   is een Nederlandstalige thriller van Simone van der Vlugt. Het is het eerste deel van een reeks met de Alkmaarse rechercheur Lois Elzinga in de hoofdrol.

## Het verhaal
De hoofdpersonen zijn:
- Lois Elzinga, 31 jaar. Rechercheur bij de politie te Alkmaar. Ze heeft een twee jaar jonger zusje Tessa. Haar moeder Paulette heeft zich ruim 10 jaar terug dronken doodgereden met haar auto. Haar vader Mart was toen al 7 jaar spoorloos verdwenen, nadat hun jongste dochter Maren door hersenvliesontsteking is overleden. Op haar werk vormt ze een rechercheduo met de bijna-vutter Fred Klinkenberg. De twee vullen elkaar goed aan en vinden elkaar fijne collega’s.
- Maaike Scholten, 26 jaar. Kunstschilder, die terug in Alkmaar is komen wonen. Toen ze elf jaar was heeft ze een auto-ongeluk overleefd, waarbij haar ouders omkwamen.

De hoofdpersonen vertellen het boek, waarbij de meeste focus op Lois ligt.

## Samenvatting
Lois en Fred zijn toevallig in de buurt van een flatgebouw, waar Richard Veenstra met zoontje Sem van het dak af wil springen. Net als Lois de situatie onder controle lijkt te hebben springt Richard naar beneden met de gedrogeerde Sem. Fred kan met een noodsprong nog net het jongetje redden.
Guido van Sevenhuysen, de zwager van Lois die 4 jaar geleden met haar zus Tessa is getrouwd, wordt 50. Ze wonen op een fraai landgoed in Bergen en geven een groots feest. Lois raakt in gesprek met de neef van Guido, de 40-jarige Onno van Zuylen tot Velthoven, een psychiater, maar wordt van het feest weggeroepen door haar chef Ramon. Ze hebben een lijk in de Daalmeer gevonden. De 28-jarige onderwijzer David Hoogland ligt hier met zijn afgesneden penis in zijn mond. Ramon begint het onderzoek met een team van 30 rechercheurs, maar al het recherchewerk levert niet veel meer op dan een geheimzinnige fotografe Tamara, die onlangs een foto heeft gemaakt van David en zijn vrouw Cynthia van Dijk.
De 28-jarige Julian van Schaik, autodealer en vrijgezel, wordt net als zijn vriend David Hoogland identiek vermoord aangetroffen. Maaike vertelt de lezers van jarenlang seksueel misbruik vanaf haar 7e jaar, totdat haar ouders in een verkeersongeluk omkwamen. Ze werd opgenomen door de ouders van haar moeder en werd als 14-jarig meisje slachtoffer van een groepsverkrachting. De rechercheurs zoeken inmiddels verder in de vriendenkring van David en Julian. Ze proberen Remco Leegwater en later Helen Groenenwoud te bereiken. Want ook Lois en Fred zijn gestuit op een groepsverkrachting van Tamara na een spelletje strippoker toen ze 14 jaar was. David, Julian en Remco werden aangemoedigd door een meisje Helen.
Galeriehoudster Daniela Amieri een vriendin van Maaike wordt onderaan de trap van Maaikes huis dood aangetroffen met in de buurt een plastic zak. Deze derde dode zet het onderzoek naar de mysterieuze Tamara en de verdwenen Maaike op scherp. Maar ook Maaike is eerder al uit een koude gracht gered door een oplettende voorbijganger. De rechercheurs vragen zich af of Maaike en Tamara toch niet dezelfde persoon kunnen zijn. Lois gaat vervolgens langs bij Onno in Overveen om informatie te krijgen over dissociatieve identiteitsstoornis. Bij de doorzoeking van Maaikes zolder heeft Lois eerder al een tekening gevonden van een onbekende Stefanie.
Intussen is Tamara ondergedoken in een pension aan de Zeedijk te Amsterdam. Omdat ze door heeft dat de politie haar op de hielen zit, gaat ze naar Amstelveen om daar de afwezige Helen Groenenwoud op te wachten. Ze weet zich via een kelderraampje ongemerkt toegang te verschaffen tot haar woonhuis. Intussen is Lois een zoektocht gestart op Facebook, om meer over de groepsverkrachting te weten te komen. Ze belandt op oudejaarsavond bij het woonhuis van stewardess Helen Groenenwoud. Daar wordt ze in de achtertuin overmeesterd door Tamara. Tamara heeft geen directe hekel aan de politievrouw, maar ze is bang dat zij haar plannen met de stewardess zal verhinderen. In een bizar eindspel wisselen Tamara, Stefanie en Maaike van identiteit in de persoon van Maaike Scholten, waarbij Lois uiteindelijk op Maaike weet in te praten om haar te bevrijden. Bij een zelfmoordpoging van Maaike met het dienstpistool van Lois, weet de politievrouw deze keer een tweede zelfmoord te voorkomen. Lois komt bij in een Alkmaars ziekenhuis met 7 hechtingen. Na een bezoek van politiepartner Fred, waarbij hij haar vertelt dat hij haar vader heeft opgespoord, staat Onno op de gang te popelen om Lois te bezoeken.